# IC 2948
Amas stellaire
IC 2948 est un amas ouvert dans la constellation du Centaure.
- Ascension droite : 11h 36m 28s
- Déclinaison : -63° 15′
- Taille : 15'
- Magnitude : 7,5

Amas ouvert large réservé à l'hémisphère sud.
L'amas ouvert est situé dans la sud de la constellation du Centaure, près de la constellation de la Croix du Sud. De simples jumelles permettent de voir cet intéressant amas, dans une région ou les amas ouverts sont nombreux (NGC 3766, NGC 4103, NGC 4052, et un peu plus loin, NGC 4439, NGC 4349, NGC 4463, H5).